# NGC 5245
NGC 5245 is een spiraalvormig sterrenstelsel in het sterrenbeeld Maagd. Het hemelobject werd op 30 april 1864 ontdekt door de Duitse astronoom Albert Marth.

## Synoniemen
- ZWG 45.48
- NPM1G +04.0399
- PGC 48110